# 俄国社会民主工党第五次代表大会
俄国社会民主工党第五次代表大会（俄语：Лондонский съезд РСДРП），即事实上的苏共五大，于1907年5月13日至6月1日在英国伦敦哈克尼区兄弟会教堂举行。第五次代表大会是统一的俄国社会民主工党所有代表大会中出席人数最多的一次，出席者包括105名布尔什维克代表、97名孟什维克代表、59名崩得代表、44名波兰社会民主党、29名拉脱维亚社会民主党代表以及4名无党派人士。

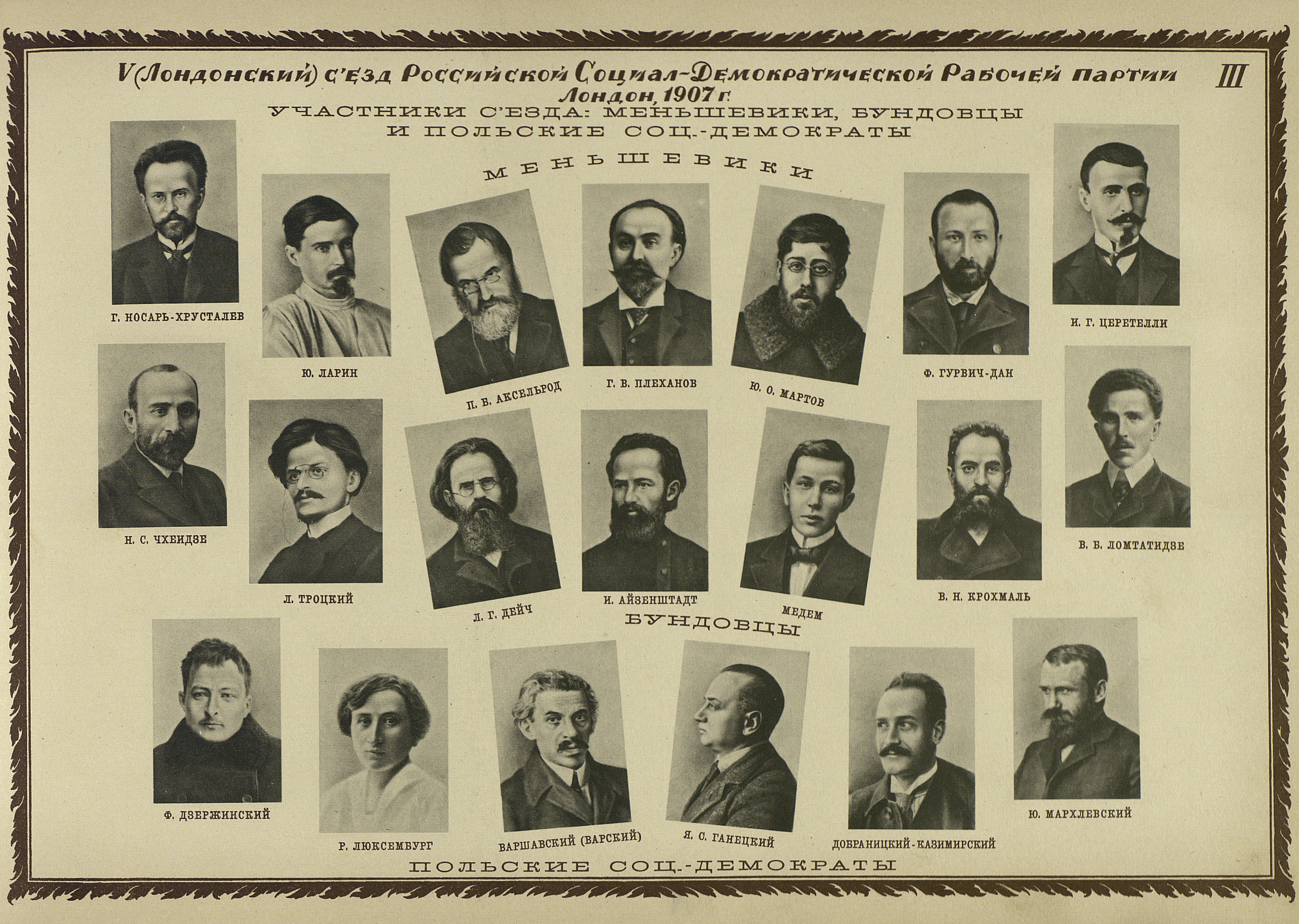
苏共五大参会人员

此次会议举行了共35期，目的包括解决布尔什维克和孟什维克之间的分歧。两派仍然存在不同意见的问题是对军事活动的意见分歧，并在会上发生了激烈交锋，尤其是“征用”。主导第五届代表大会的最激进的布尔什维克弗拉基米尔·列宁提出要发动武装起义来对抗沙皇统治，支持继续进行抢劫银行的活动，而孟什维克领袖尤里·马尔托夫公开指责此举为“叛徒”，孟什维克主张用更加和平、渐进的方式来引导革命，反对激进行动。此外，双方在与工会运动的关系上也存在分歧。孟什维克提出要建立“工人的代表大会”，第一步是要将党改变为西欧式合法的社会民主党。波兰社会民主党和拉脱维亚社会民主党支持布尔什维克，崩得则支持孟什维克。不具备投票权的代表列夫·托洛茨基居中调停。作为接受温和派立场的他是唯一一个能够调停双方分歧的人。
在第五届代表大会上，一项谴责参与或协助所有武装活动的决议得到通过，其中把“征用”称为“混乱和伤风败俗”，宣布解散全党民兵组织。该决议因65%的支持、6%的反对（其他为弃权或不投票）而得到通过，所有孟什维克甚至有些布尔什维克支持该决议。
尽管不同的委员会统一于党的禁令，但第五届布尔什维克大会选出了自己的管理机构“布尔什维克中心”，该机构对工党的其他部分保持秘密。布尔什维克中心由列宁、列昂尼德·克拉辛和亚历山大·亚历山德罗维奇·波格丹诺夫组成的“金融团队”领导。在其他党派的活动中，布尔什维克的领导已经在第五届代表大会举行期间，已经规划出在俄罗斯不同地区进行“征用”，并等待在第五届代表大会结束仅两周后发生在第比利斯的重大抢劫，即1907年梯弗里斯银行抢劫案。